# NGC 6408
NGC 6408 est une galaxie spirale barrée située dans la constellation d'Hercule. Sa vitesse par rapport au fond diffus cosmologique est de 3 883 ± 5 km/s, ce qui correspond à une distance de Hubble de 57,3 ± 4,0 Mpc (∼187 millions d'al). NGC 6408 a été découverte par l'astronome allemand Albert Marth en 1864.